# Jean-Éric Vergne
Jean-Éric Vergne (n. 25 aprilie 1990, Pontoise, Île-de-France, Franța) este un pilot de curse, născut la data de 25 aprilie 1990 în Pontoise, Franța. Jean a fost vicecampion, în sezonul 2011, în Formula Renault 3.5 Series.

## Cariera în Formula 1
| Sezon | Echipă              | Puncte      | Loc clasament general |
| ----- | ------------------- | ----------- | --------------------- |
| 2011  | Scuderia Toro Rosso | Pilot teste | -                     |
| 2012  | Scuderia Toro Rosso | 16          | 17                    |
| 2013  | Scuderia Toro Rosso | 13          | 15                    |

## Cariera în Motor Sport
| Sezon | Competiție                 | Puncte | Loc clasament general |
| ----- | -------------------------- | ------ | --------------------- |
| 2010  | GP3 Series                 | 9      | 17                    |
| 2010  | Formula Renault 3.5 Series | 53     | 8                     |
| 2011  | Formula Renault 3.5 Series | 232    | 2                     |